# Chorinaeus taetricus
Chorinaeus taetricus là một loài tò vò trong họ Ichneumonidae.